# Mythologie niuéenne
 (septembre 2023).
La mise en forme du texte ne suit pas les recommandations de Wikipédia : il faut le « wikifier ».
Les points d'amélioration suivants sont les cas les plus fréquents. Le détail des points à revoir est peut-être précisé sur la page de discussion.
- Les titres sont pré-formatés par le logiciel. Ils ne sont ni en capitales, ni en gras.
- Le texte ne doit pas être écrit en capitales (les noms de famille non plus), ni en gras, ni en italique, ni en « petit »…
- Le gras n'est utilisé que pour surligner le titre de l'article dans l'introduction, une seule fois.
- L'italique est rarement utilisé : mots en langue étrangère, titres d'œuvres, noms de bateaux, etc.
- Les citations ne sont pas en italique mais en corps de texte normal. Elles sont entourées par des guillemets français : « et ».
- Les listes à puces sont à éviter, des paragraphes rédigés étant largement préférés. Les tableaux sont à réserver à la présentation de données structurées (résultats, etc.).
- Les appels de note de bas de page (petits chiffres en exposant, introduits par l'outil «  Source ») sont à placer entre la fin de phrase et le point final[comme ça].
- Les liens internes (vers d'autres articles de Wikipédia) sont à choisir avec parcimonie. Créez des liens vers des articles approfondissant le sujet. Les termes génériques sans rapport avec le sujet sont à éviter, ainsi que les répétitions de liens vers un même terme.
- Les liens externes sont à placer uniquement dans une section « Liens externes », à la fin de l'article. Ces liens sont à choisir avec parcimonie suivant les règles définies. Si un lien sert de source à l'article, son insertion dans le texte est à faire par les notes de bas de page.
- La présentation des références doit suivre les conventions bibliographiques. Il est recommandé d'utiliser les modèles {{Ouvrage}}, {{Chapitre}}, {{Article}}, {{Lien web}} et/ou {{Bibliographie}}. Le mode d'édition visuel peut mettre en forme automatiquement les références.
- Insérer une infobox (cadre d'informations à droite) n'est pas obligatoire pour parachever la mise en page.

Pour une aide détaillée, merci de consulter Aide:Wikification.
Si vous pensez que ces points ont été résolus, vous pouvez retirer ce bandeau et améliorer la mise en forme d'un autre article.
La mythologie niuéenne se rapporte à l'ensemble des récits mythiques prévalents sur l'île de Niue, une nation insulaire océanique en association libre avec la Nouvelle-Zélande. Bien que les légendes niuéennes évoquent une colonisation antérieure à 500 après J.-C., l'île a été colonisée par des Polynésiens originaires de Samoa vers l'an 900 de notre ère. Les cinq divinités principales de Niue, connues sous le nom de tupua, englobent Fao, Huanaki, Fakahoko, Laga-iki et Lagi-atea. Selon diverses versions, ces dieux seraient arrivés de Fonuagalo (le pays perdu), Tulia, Toga-liulu, ou peut-être d'autres îles. Dans les mythes d'Avatele, il est mentionné que les dieux ont surgi de l'intérieur de la terre, plutôt que de Fonuagalo. La mythologie niuéenne comprend également de nombreuses autres divinités, allant des dieux-poissons aux rats volants.

## Origine
Selon Peniamina, un missionnaire des îles du Pacifique en poste sur l'île, les insulaires considèrent Huanaki et Fao comme leurs ancêtres. Ils pensent que Huanaki et Fao ont été les premiers à localiser l'île qui avait légèrement fait surface au-dessus du sol avec la mer frappant ses rivages. Alors qu'ils débarquaient sur l'île, ils abattirent leurs pieds à deux reprises dans une action violente sur la surface de l'île ; au premier piétinement, l'eau (les marées) s'est retirée, entraînant l'émergence de terres, et au deuxième piétinement, de la verdure sous forme d'herbe, d'arbres et d'autres végétaux a été créée. Les mythes niuéens sur les îles du Pacifique ont été interprétés comme le résultat de deux événements de soulèvement cosismique survenus sur l'île au cours des 2 000 dernières années, semblable à une situation similaire prévalant dans plusieurs régions du sud-ouest et de l'ouest des îles du Pacifique. Le soulèvement produit par les tremblements de terre pourrait être la raison pour laquelle on les relie aux mythes de Niue et aussi de Tonga.

## Divinités
Les cinq tupua (dieux principaux de Niue) sont Fao, Fakahoko, Huanaki, Laga-iki et Lagi-atea. Selon le mythe, le premier à mettre le pied sur l'île fut Fao, suivi de Huanaki.  On dit aussi que Fao était l'un des cinq dieux principaux de Niue ( tupua ), qui serait arrivé à Niue sous un étang sur le récif près de la base des falaises, et serait ensuite « monté pour construire un résidence à Toga-liulu".  Fakahoko est un dieu de la guerre et l'un des cinq dieux majeurs de l'île. Lagi-atea est l'un des cinq principaux dieux de Niue et on dit qu'il a causé la mort dans l'univers. Lagihalulu laisse présager de la malchance.  Lage-iki est un autre des cinq dieux majeurs des insulaires ; il a de nombreux enfants et résiderait dans la région occidentale de l'île ; il est la cause de la mort dans le monde. 
De nombreux autres dieux et déesses sont mentionnés dans la mythologie niuéenne :
- Atelapa – le dieu du chou frisé (oiseau Porphyrio). [6] [7]
- Fakakonaatua – représente les météores et le tonnerre, et est vénéré avant la bataille pour empoisonner les dieux de l'ennemi.
- Fakapaete – un dieu qui protège contre les attaques de pierres. [8]
- Halapouli – un dieu qui serait invoqué en lançant une lance. [9]
- Halevao – le dieu du peka (renard volant). [6] Selon la légende, Halevao et Tamalafafa le pigeon sont sortis d'une tombe pour « voler le long du chemin de Nuku-tapa et d'Oloolo, qui est une forêt brûlée ; et ils sont descendus vers les falaises et le sommet des falaises de la côte. ". [7]
- Haliua – le dieu de l' uga (crabe). [6] [7]
- Hokohoko – déesse de l'île. [10]
- Lagiofa – un dieu rappelé pendant la guerre.
- Lagitaitaia – un dieu poisson avec des rayures sur le corps qui apaise la mer après une tempête. [4]
- Lata – un dieu sage et bienveillant. [11]
- Liavaha – un dieu poisson qui, après une tempête, apaise la mer. [12]
- Luatotolo – un dieu qui peut forcer tous les autres dieux au fond de la mer. [13]
- Luatupua – l'un des dieux majeurs de la région sud de l'île, capable également de forcer d'autres dieux au fond de la mer. [14]
- Lageikiua, Lagihulugia et Lagiloa sont d'autres dieux de l'île.
- Makapoelagi – le dieu du ciel.
- Makapoe-Lagi est l'un des dieux majeurs de la partie orientale de l'île. [15]
- Tafehemoana – un puissant dieu de la mer. [16]
- Tagaloa-fofoa, Tagaloa-lahi, Tagaloa-motumotu, Tagaloa-uluulu sont des déesses de Niue. [17]
- Tamalafafa – le dieu du pigeon. [6] [7]
- Tihatala – le dieu du tuaki (oiseau tropical) [6] [7]
- Tilalofonua – le dieu du kuma (rat) et oiseau du ciel. Selon le mythe, Tilalofonua aurait demandé à Halevao des ailes, mais en vain. Il a prié pendant longtemps et les a finalement obtenu de Halevao après avoir démontré son amour. [6] [7]
- Tolioatua – le dieu de la faim et le dieu des voleurs. [18]